# カラン・シング2世
カラン・シング2世（Karan Singh II, 1584年1月7日 - 1628年3月）は、北インドのラージャスターン地方、メーワール王国の君主（在位：1620年 - 1628年）。

## 生涯
1584年1月7日、メーワール王国の君主アマル・シングの息子として誕生した。
1620年1月、父アマル・シングが死亡したことにより、王位を継承した。
1628年3月、カラン・シング2世はウダイプルで死亡した。